# Gagarino
Gagarino – wieś w Rosji w obwodzie lipieckim.
W 1927 roku odkryto pozostałości półziemianek, kości zwierząt, narzędzia krzemienne i kościane, figurki kobiece z kości mamuta datowane na górny paleolit.